# Nunatak Predgornyj
Nunatak Predgornyj (englische Transkription von russisch Нунатак Предгорный Nunatak Predgorny, deutsch ‚Vorgebirgsnunatak‘) ist ein Nunatak im ostantarktischen Mac-Robertson-Land. Er ragt in der Athos Range der Prince Charles Mountains auf.
Russische Wissenschaftler benannten ihn. Aufgrund der geographischen Verortung des Objekts besteht der Verdacht der Deckungsgleichheit mit dem Harriss Ridge.